# Mimela flavoviridis
Mimela flavoviridis är en skalbaggsart som beskrevs av Ohaus 1907. Mimela flavoviridis ingår i släktet Mimela och familjen Rutelidae. Inga underarter finns listade i Catalogue of Life.